# Schiedea jacobii
Schiedea jacobii är en nejlikväxtart som beskrevs av W.L. Wagner, S.G. Weller och A.C. Medeiros. Schiedea jacobii ingår i släktet Schiedea och familjen nejlikväxter. Inga underarter finns listade i Catalogue of Life.